# Orvar Bergmark
Ernst Orvar Bergmark (* 16. November 1930 in Bureå; † 10. Mai 2004 in Örebro) war ein schwedischer Fußballspieler, -trainer und Bandyspieler. Der mehrjährige Trainer der schwedischen Fußballnationalmannschaft war 2003 einer der ersten, die in die SFS Hall Of Fame aufgenommen wurden.
Neben Alfred Eisenbeisser (Rumänien, Eiskunstlauf in Berlin 1936) und Aleksandar Schalamanow (Bulgarien, Abfahrtslauf in Squaw Valley 1960) ist Bergmark einer von nur drei Sportlern, die sowohl an einer Fußball-Weltmeisterschaft als auch an den Olympischen Winterspielen teilgenommen haben.

## Fußball

### Spielerlaufbahn
Bergmark begann das Fußballspielen bei Byske IF. Als 17-Jähriger zog er 1947 mit seiner Familie nach Örebro, so dass er in die Nachwuchsabteilung von Örebro SK wechselte. 1948 machte er mit 26 Toren in 16 Spielen auf sich aufmerksam. Daher debütierte er 1949 als 19-Jähriger für die Mannschaft bei einem Spiel gegen IFK Göteborg in der Allsvenskan – dem letzten Spiel des nach Italien wechselnden Gunnar Gren im schwedischen Fußball. Am Ende der Spielzeit stieg er mit dem Klub ab, schaffte jedoch mit der Mannschaft die direkte Rückkehr in die schwedische Eliteserie. Hatte er anfangs noch die Position des Mittelstürmers bedeckt, war er mittlerweile zum Abwehrspieler umgeschult worden. Als Defensivspieler machte er Putte Kock, den Leiter des Auswahlkomitees der schwedischen Nationalmannschaft, auf sich aufmerksam. Am 17. Juni 1951 debütierte er als Einwechselspieler für Hans Malmström beim 0:0-Unentschieden gegen die spanische Nationalmannschaft im Nationaljersey. Anschließend hielt er sich in der Abwehr der Landesauswahl, obwohl er in der Spielzeit 1952/53 nach Mittelfeldplätzen in den Vorjahren mit seinem Klub erneut aus der Allsvenskan abstieg.
Bergmark verpasste mit Örebro SK den Wiederaufstieg. Um dennoch weiterhin für die Nationalmannschaft auflaufen zu können, entschied er sich zum Vereinswechsel. Neuer Klub war ab April 1955 der Erstligist AIK aus Solna. Beim mehrfachen Landesmeister unterschrieb er einen Zwei-Jahres-Kontrakt und trat parallel in Stockholm eine Ausbildung zum Konditor an. Bis zum Herbst des Jahres bestritt er 17 Erstligapartien, ehe er aufgrund des mangelnden Zusammenhalts in der Mannschaft zu ÖSK in die zweite Liga zurückkehrte. In der Folge kam es zu Streitigkeiten zwischen Bergmark und AIK um die 15.000 Kronen, die der Klub dem Spieler bezahlt hatte, letztlich einigte man sich darauf, dass Bergmark die Hälfte behalten durfte.
Bergmark verlor in der Folge kurzzeitig seinen Platz in der Nationalelf, im September 1956 wurde er jedoch für das Länderspiel gegen Norwegen wieder nominiert. Zwar schaffte er auch in den folgenden Spielzeiten mit seinem Klub nicht die Rückkehr in die Erstklassigkeit, dennoch etablierte er sich als Stammspieler in der Landesauswahl. Folglich gehörte er auch bei der Weltmeisterschaft 1958 zum Kader. Mit der Mannschaft erreichte er das Endspiel gegen Brasilien, in dem er neben Reino Börjesson, Gunnar Gren und Agne Simonsson als einer von vier Zweitligaspielern nach einer 2:5-Niederlage Vize-Weltmeister wurde. Im selben Jahr erhielt er aufgrund seines Einsatzes für ÖSK und die Nationalmannschaft den vom Svenska Fotbollförbundet und der Zeitung Aftonbladet gestifteten Guldbollen für den schwedischen Fußballspieler des Jahres. Zudem belegte er den 19. Platz bei der von France Football durchgeführten Wahl zu Europas Fußballer des Jahres.
1959 übernahm Bergmark zudem das Traineramt bei Örebro Sok. Unter seiner Leitung kehrte der Klub am Ende der Zweitliga-Spielzeit 1960 nach erfolgreichen Aufstiegsspielen gegen IFK Kristianstad und IFK Luleå in die Allsvenskan zurück. Nach einem vierten Tabellenplatz im folgenden Jahr folgte er im Sommer 1962 dem Ruf aus Südeuropa. Als 31-Jähriger wurde er Fußballprofi in Italien. Durch seinen Wechsel zu AS Rom war zeitgleich seine Nationalmannschaftskarriere nach seinem 94. Länderspiel am 21. Juni 1962 beim 2:0-Sieg über Norwegen im Europapokal der Nationen beendet. Zwei Spielzeiten lief er für den Klub aus der italienischen Hauptstadt in der Serie A auf. Im Anschluss kehrte er abermals zu Örebro SK zurück und beendete hier 1965 nach 290 Spielen, davon 147 Erstligaspielen, für den Klub seine aktive Laufbahn.

### Trainerlaufbahn
1966 übernahm Bergmark den Posten des hauptamtlichen Trainers der Nationalmannschaft von Lennart Nyman. Nachdem die Blågult nach Silber 1958 bei den beiden folgenden Turnieren nur zuschauen konnte, führte er die Nationalelf zur Weltmeisterschaft 1970. Dort scheiterte die Mannschaft jedoch in der Gruppenphase als Tabellendritter punktgleich mit Uruguay lediglich wegen des schlechteren Torverhältnisses. Nach dem Turnier trat er zurück, Georg Ericson wurde sein Nachfolger.
1971 kehrte er auf die Trainerbank von Örebro SK zurück und betreute den Verein bis 1973. Nach einem Intermezzo beim unterklassig antretenden Fjugesta IF kehrte er 1978 noch einmal zu Örebro SK zurück, um als Nachfolger von Benny Lennartsson – letztlich erfolglos – den Abstieg in die Zweitklassigkeit zu verhindern. Aufgrund seiner langjährigen Aktivitäten für den Klub erhielt er den Spitznamen „Mister Sportklubben“.

## Bandy
Bei seinem Heimatverein Örebro SK war Bergmark in den Winterpausen der Fußballsaison in der Bandymannschaft aktiv. 1955, 1957 und 1958 wurde er schwedischer Meister. Zudem bestritt er 20 Länderspiele.
Bei den Olympischen Winterspielen 1952 in Oslo gehörte er zur schwedischen Auswahl, die im Wettbewerb die Goldmedaille gewinnen konnte. Allerdings handelte es sich bei diesem Turnier lediglich um einen mit drei skandinavischen Mannschaften ausgetragenen Demonstrationswettbewerb.

## Auszeichnungen
- 1958 wurde Bergmark mit dem Guldbollen als Fußballer des Jahres ausgezeichnet.
- 1993 erhielt er vom Centralföreningen för idrottens främjande die renommierte jährliche Auszeichnung Prinsens Plakett als hervorragender Sportfunktionär.[4]
- 2003 wurde er bei Gründung der SFS Hall of Fame als eines der elf initialen Mitglieder aufgenommen.[5]